# Гелиеметрия
Гелиеметрия — наука, изучающая прохождение гелия через различные среды.

## История вопроса
Призыв к расширению научного исследования и практического применения гелия был сделан В. И. Вернадским в 1912 в знаменитом докладе «О газовом дыхании Земли» на заседании Российской Императорской Академии наук.
Реализация гелиометрических исследований в промышленных масштабах сложилась только в начале 1950-х годов, когда потребовалось создавать сырьевую базу для «Атомного проекта». Гелий, как продукт альфа-распада урана, играл роль индикатора залежей радиоактивных руд. В ходе выполнявшихся, причем только в СССР, крупномасштабных исследований оказалось, что природный гелий является ещё и прекрасным индикатором глубинных разломов. Поэтому с 1970-х годов началась программа использования гелиометрии как геофизического инструмента для прогноза землетрясений. Разработчик и руководитель гелиометрических исследований в Советском Союзе — Яницкий Игорь Николаевич.

## Сферы применения
Сферами применения гелиеметрии являются:
- структурное геологического картирование,
- детализация профилей глубинного сейсмического картирования,
- контроль размещения (относительно глубинных разломов) объектов повышенного риска, в первую очередь АЭС,
- гелиевая съёмка.

Самым существенным прикладным итогом гелиеметрии явилось составление к 1975 году «Карты активных тектонических разломов территории СССР», а позднее и «Международной тектонической карты Европы».